# Коты (Иркутская область)
Коты́ — деревня в Иркутском районе Иркутской области России. Входит в состав Оёкского муниципального образования.

## География
Деревня расположена примерно в 33 км к северо-востоку от районного центра города Иркутск.

## Население
| 2002 | 2010 | 2011 | 2012 |
| ---- | ---- | ---- | ---- |
| 545  | ↗577 | ↗581 | ↗598 |

### Половой состав
По данным Всероссийской переписи, в 2010 году в деревне проживало 577 человек (287 мужчин и 290 женщин).